# 纳塔利娜·圣圭内蒂
纳塔利娜·圣圭内蒂（義大利語：Natalina Sanguinetti，1940年12月25日—），意大利前女子击剑运动员。她曾代表意大利参加1964年夏季奥林匹克运动会击剑比赛，结果获得女子团体花剑第四名。